# IC 4585
IC 4585 је спирална галаксија у сазвјежђу Јужни троугао која се налази на листи објеката дубоког неба у Индекс каталогу.
Деклинација објекта је - 66° 19' 21" а ректасцензија 16h 0m 17,1s. Привидна величина (магнитуда) објекта IC 4585 износи 12,2 а фотографска магнитуда 13,0. IC 4585 је још познат и под ознакама ESO 100-5, AM 1555-661, IRAS 15555-6610, PGC 56630.